# 教會學校

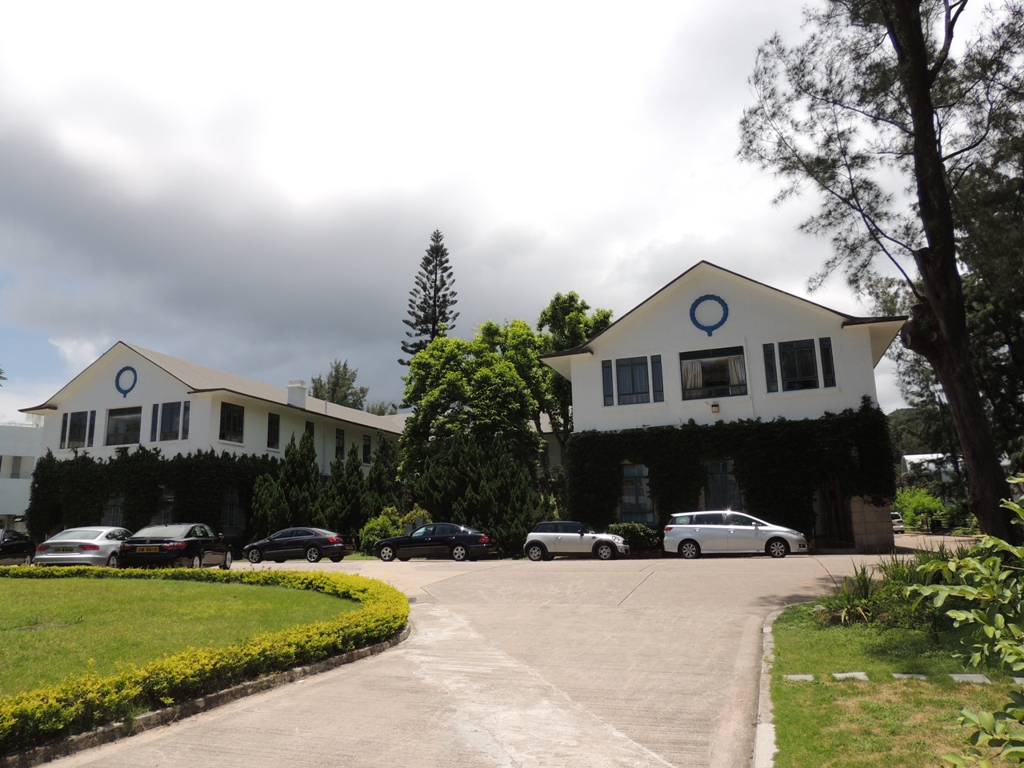
香港赤柱聖士提反書院

教會學校是指各類基督教（天主教會、東正教會、新教等）團體創辦的大學、中學、小學和其他類型學校。
教會學校的性質，從宗教、教育和政治文化各方面，在國與國之間差異巨大。有一些國家，有嚴格的政教分離，於是所有教會學校都是私立的；又有一些國家，基督教是國教，所以基督教的教導成為國家教育系統中不可或缺的一部分；還有一些國家，政府資助不同教派的宗教學校。